# Siverski
Siverski is een Russische stad in het district Gatsjina in de oblast Leningrad.
Siverski is gelegen aan de oever van de Oredezj. Het spoorwegstation Siverskaya is gelegen aan de spoorlijn Warschau – Sint-Petersburg . Het aantal inwoners van Siverski bedraagt 12.100 (2005). In 1938 kreeg de plaats het statuut van de nederzetting met stedelijk karakter.
Siverski is, volgens de bewoners, een van de weinige plaatsen ter wereld, waar de oevers van de Oredezj rood zand hebben, hetgeen wijst op de aanwezigheid van ijzer in de grond.